# ロス・レバグリアティ
ロス・レバグリアティ（Ross Rebagliati、1971年7月14日 - ）は、カナダのプロスノーボーダー。

## 来歴
ブリティッシュコロンビア州バンクーバー出身のイタリア系。
1991年にプロになり、1998年長野オリンピックで初めて正式種目となったスノーボードの大回転に参加し、優勝し金メダルを獲得した。しかしメダル獲得後にレバグリアティの循環器からマリファナが検出され、レバグリアティはメダルを剥奪された。これに対してマリファナはカナダでは非犯罪であり、競技のパフォーマンスを強化する効能は発表されていないとレバグリアティは主張し、結局はレバグリアティの手にメダルが戻った。
レバグリアティは2006年8月2日、カナダの民放テレビネットワークであるCTVテレビジョンネットワークに訴訟を起こした。同テレビのウィスラーというドラマの中に登場する人物が自分の性格に基づいて作られており、自分のイメージを害したと主張した。その登場人物はベック・マッケイといい、青い瞳でブロンドの髪の毛でウィスラーに住むオリンピック金メダリストという設定である。ブリティッシュコロンビア州の最高裁判所はこれに和解の判決を出した。
2008年7月14日には、スポーツ・イラストレイテッドでオリンピック優勝後からのレバグリアティの人生を紹介する特集が組まれた。